# Трубчастий окіл

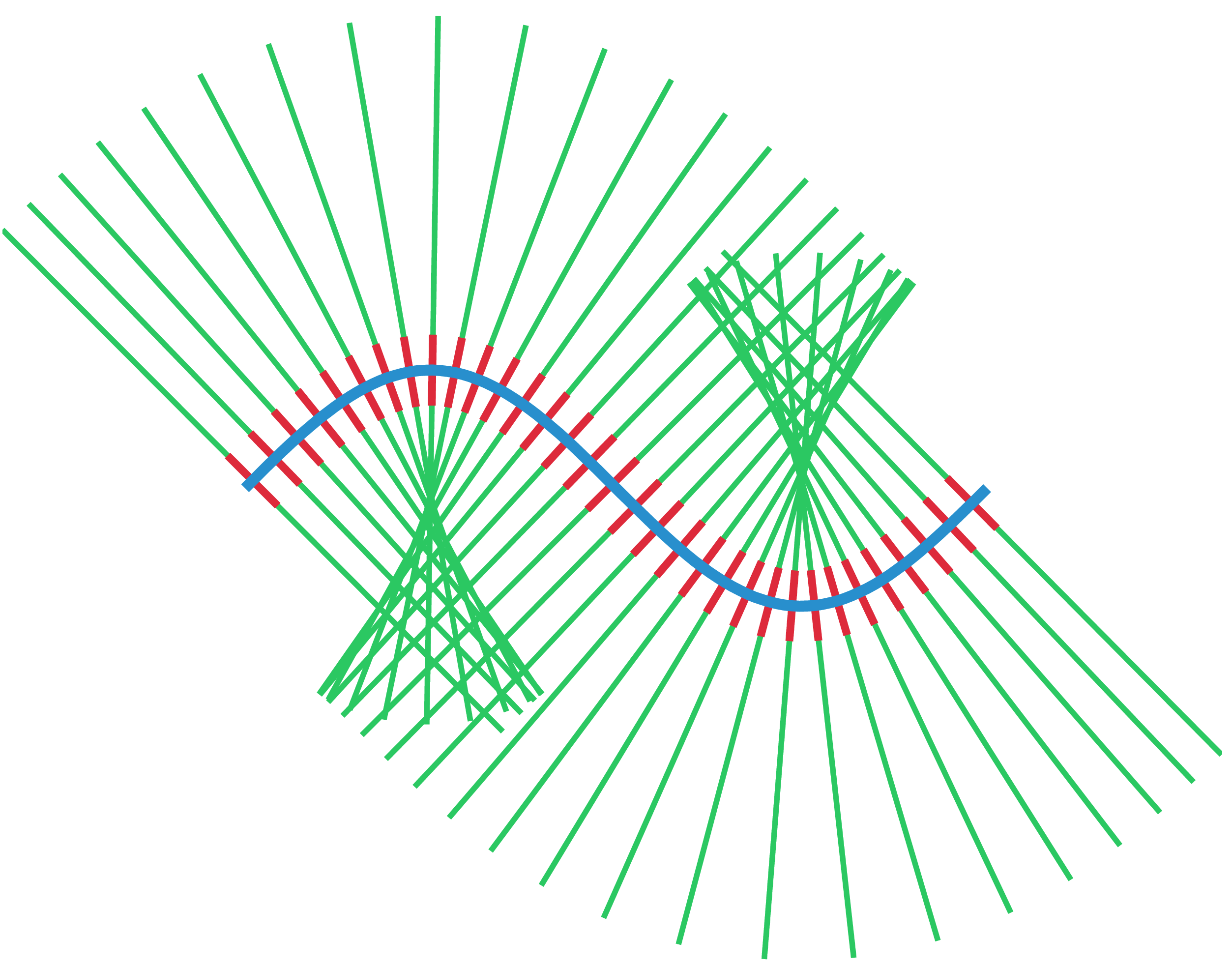
Синім кольором намальована крива, зеленим — лінії, їй перпендикулярні, червоним — її трубчастий окіл.

Трубчастий окіл підмноговиду в многовиді — це відкрита множина, що оточує підмноговид і локально влаштована подібно нормальному розшаруванню.

## Мотивація

У позначеннях статті, синя крива — це підмноговид S, червоним позначена її трубчастий окіл T=j(N).

Пояснимо поняття трубчастого околу на простому прикладі. Розглянемо на площині гладку криву без самоперетинів.
У кожній точці кривої побудуємо лінію перпендикулярну до цієї кривої. Якщо крива не є прямою, ці перпендикуляри можуть перетинатися один з одним досить складним чином. Тим не менше, якщо розглядати дуже вузьку стрічку навколо кривої, шматочки перпендикулярів, що лежать в стрічці, не перетнуться і покриють всю її без лакун. Така стрічка і є трубчастим околом кривої.
У загальному випадку розглянемо підмноговид {\displaystyle S\subset M} многовиду M і N — нормальне розшарування до підмноговиду S у M. У цьому випадку S відіграє роль кривої, а M — роль площини, що містить цю криву.
Розглянемо природне відображення
{\displaystyle i\colon N_{0}\rightarrow S},
яке встановлює взаємно-однозначну відповідність між нульовим перетином {\displaystyle N_{0}} розшарування N і підмноговидом S із M.
Нехай j — продовження цього відображення на все нормальне розшарування N зі значенням у многовиді M, причому j(N) є відкритою множиною в M, а j — гомеоморфізмом між N і j(N). Тоді j називається трубчастим околом.
Часто трубчастим околом підмноговиду S називають не саме відображення j, а його образ T=j(N), маючи на увазі тим самим існування гомеоморфізму j між множинами N і T.